# The Magic Wand
The Magic Wand è un cortometraggio muto del 1912 diretto da Theodore Wharton.

## Trama
Una ragazzina ruba una bacchetta magica, attrezzo teatrale usato durante una recita scolastica, per cambiare con il suo tocco la sorte di sua madre, una povera donna indigente.

## Produzione
Il film fu prodotto dalla Essanay Film Manufacturing Company.

### Cast
Louella Parsons (1881-1972) che, in seguito, diventerà una celeberrima giornalista di gossip cinematografico, firma una delle sue (poche) sceneggiature per la Essanay. Nel 1915, collaborerà anche con Chaplin.
Harriet Parsons (1906-1983). La piccola Harriet, una bambina di sei anni, era figlia di Louella Parsons. Interpretò solo questo film apparendo con il nome di Baby Parsons. In seguito, prenderà parte nel 1954 solo a una puntata del Red Skelton Show. Da grande, Harriet Parsons sarebbe poi diventata produttrice cinematografica, dirigendo anche nove documentari.

## Distribuzione
Distribuito dalla General Film Company, il film - un cortometraggio di una bobina - uscì nelle sale cinematografiche statunitensi il 16 agosto 1912.